# Брифы
Бри́фы (англ. briefs) — тип мужского нижнего белья. Представляют собой плотно облегающие трусы, которые удерживают половые органы в фиксированном положении. Отличаются от слипов наличием гульфика впереди и чуть более высокой посадкой.

## История

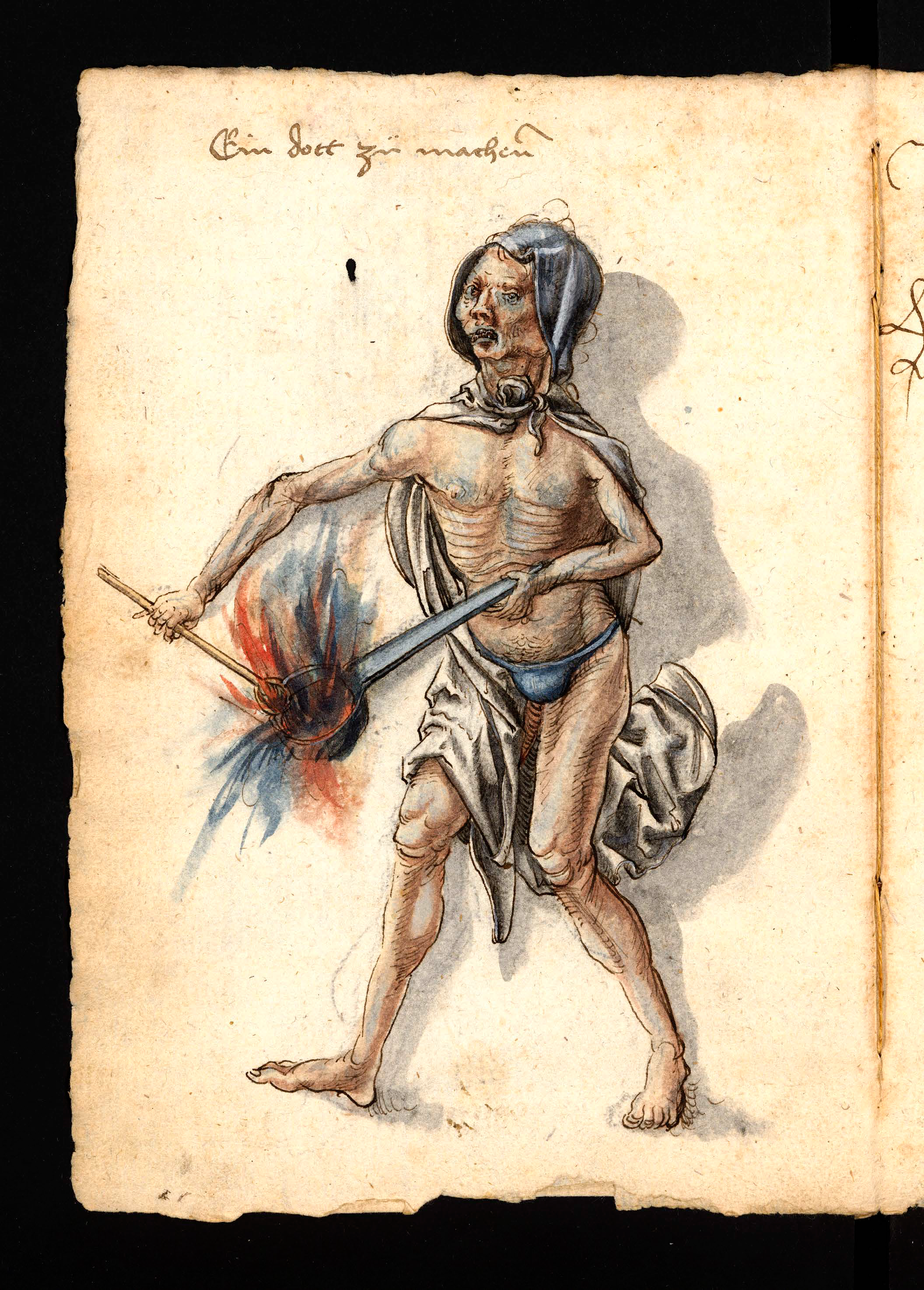
Мужчина в трусах, Кодекс Лёффельхольца, Нюрнберг 1505 г.

Трусы-брифы были придуманы американской компанией «Cooper’s, Inc.» (в настоящее время известна как «Jockey International, Inc.») по образцу плавок, в которые был одет мужчина, изображённый на открытке, полученной с Лазурного Берега руководителем компании Артуром Кнейблером (англ. Arthur Kneibler). Брифы начали продаваться 19 января 1935 года в Чикаго. Свою новинку они назвали «Jockey shorts». В Великобритании первые продажи начались в 1938 году.
После своего появления брифы начинают доминировать на американском рынке мужского нижнего белья вплоть до конца 1940-х годов, когда популярности боксеров способствовали американские военные лётчики.
В 1950-х годах появилась возможность использовать различные ткани и расцветки. Также в 1959 году появились брифы заниженной конструкции (талии) (англ. low rise), которые имели огромный успех в Европе.
К 1970-м годам брифы становились всё меньше и стали более популярным типом нижнего белья, так как их было удобно носить с обтягивающими джинсами.
С середины 1980-х годов популярность брифов в Америке и Великобритании снова снижается в пользу боксеров, а в 1990-х появляется гибридная версия — трусы-шорты.

## Современный дизайн

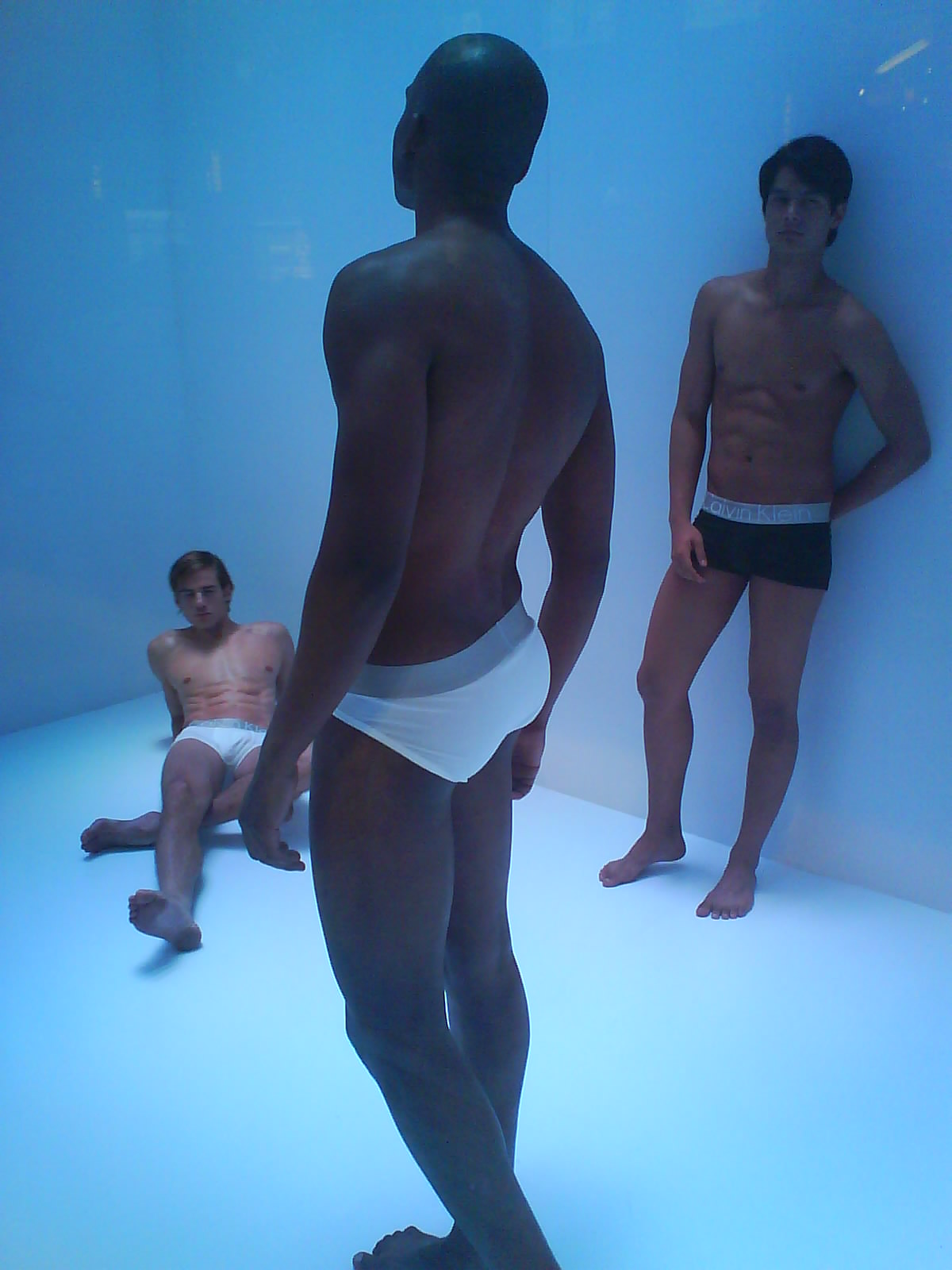

Брифы шьют из различных тканей (как натуральных, так и синтетических), содержащих хлопок, полиэстер, вискозу, шёлк, лайкру, эластан, нейлон и т. д.
Модели трусов представлены в различных цветах и окрасках (однотонные, в полоску, с различными рисунками и т. д.). В зависимости от производителя современные брифы могут быть как с ширинкой, так и без неё. Брифы могут быть как с высокой талией (англ. full rise), так и с заниженной талией, что наиболее удобно для ношения под брюками или джинсами, а также для занятий спортом.

## Здоровье
Среди многих врачей существует мнение, что постоянное ношение брифов вредно, так как нарушают выработку сперматозоидов и может стать причиной бесплодия. Узкие тугие трусы-брифы повышают температуру мужских половых органов и могут ухудшить кровообращение, вследствие чего происходит нарушение сперматогенеза — созревания сперматозоидов. Однако не все исследования пришли к такому выводу. В октябре 1998 года американским журналом урологии были проведены исследования, приведшие к выводу о том, что трусы типа «плавки» не оказывают существенного влияния на сперматогенез.
Также узкие обтягивающие трусы могут назначаться урологами при некоторых воспалительных процессах в мужских половых органах.

## Интересные факты
- В разных странах в просторечии прижились разные слова для обозначения такого типа трусов. Так, в Великобритании в просторечии используется «Y-fronts», в Австралии — «jocks»[8], в США — «jockey» стало именем нарицательным[9] для обозначения брифов, а в качестве сленга употребляется словосочетание «tighty whities»[10]. В России в просторечии брифы называют «плавками»[11]. В России производство, а также импорт брифов началось в начале 1990-х годов, брифы получили распространение и популярность среди молодежи и подростков.
- В 2006 году на аукционе «eBay» брифы с возрастом в 37 лет (куплены в 1969 году) были проданы за 127 фунтов стерлингов[2].

## Галерея

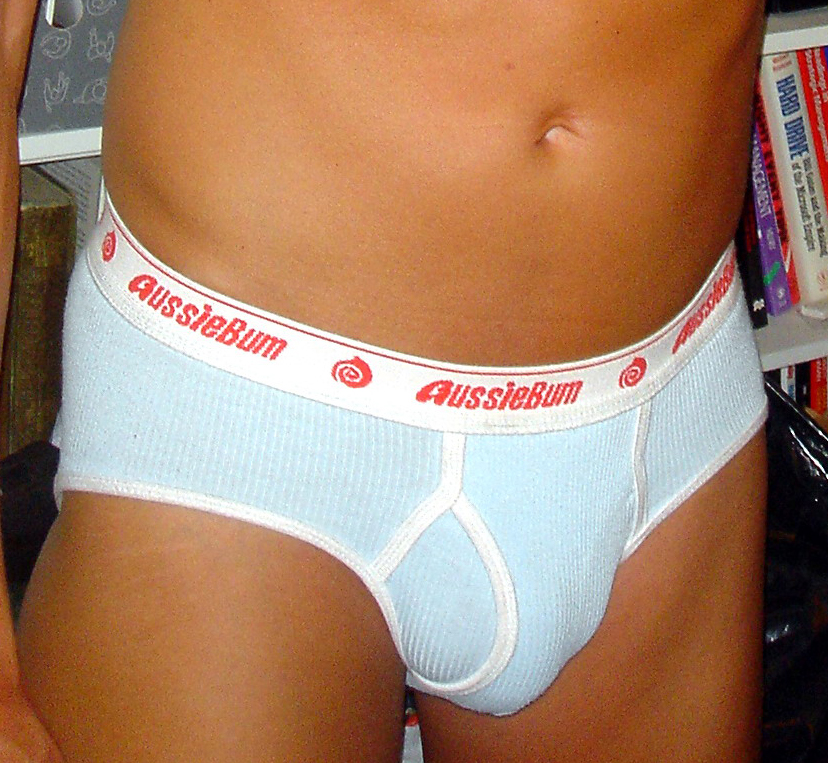
Брифы с гульфиком
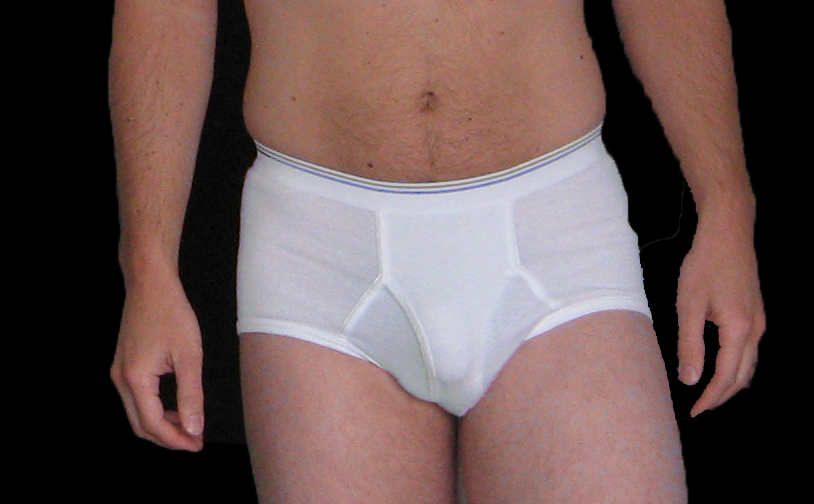
Брифы с высокой талией
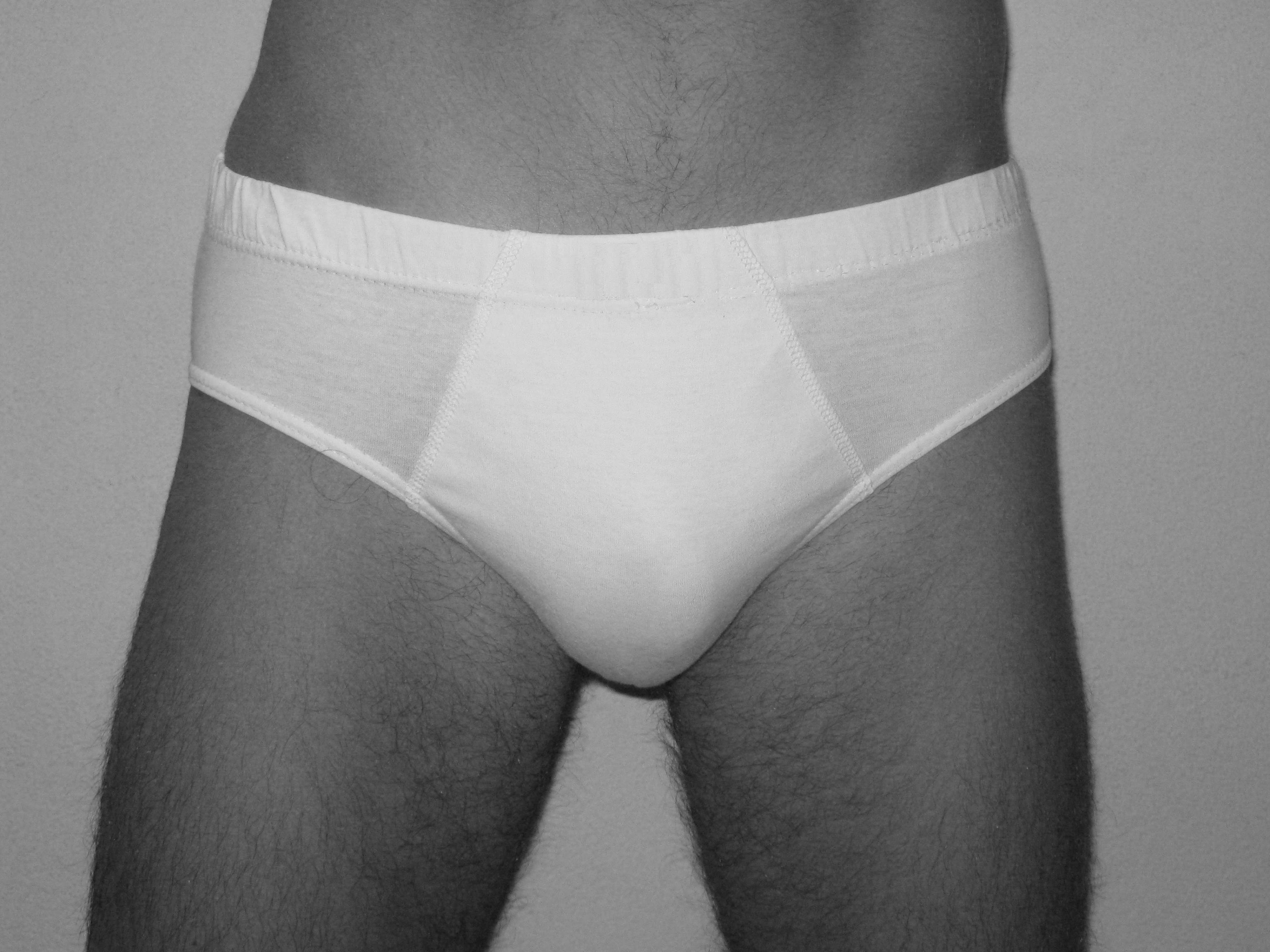
Брифы с заниженной талией
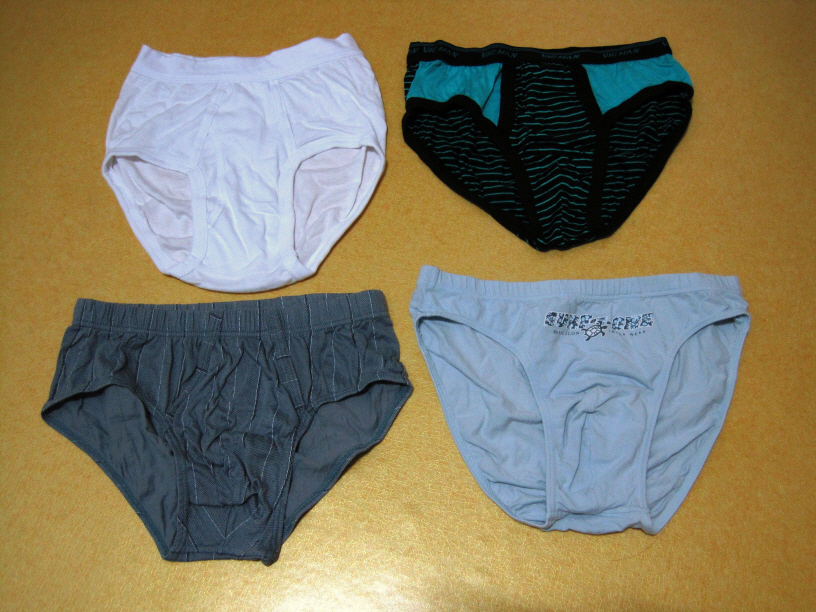
Различные дизайны брифов